# Die Banditen von Orgosolo
Die Banditen von Orgosolo (Originaltitel: Banditi a Orgosolo) ist ein italienischer Spielfilm des Regisseurs Vittorio De Seta aus dem Jahr 1961 in Schwarzweiß, der zur Epoche des italienischen Neorealismus gezählt wird. Das Drehbuch verfasste Vera Gherarducci zusammen mit dem Regisseur, der bereits in den 1950er-Jahren zwei Dokumentarfilme zum gleichen Thema gedreht hatte: Un giorno in Barbagia und Pastori ad Orgosolo. Seine Premiere hatte der Film im August 1961 bei den Internationalen Filmfestspielen von Venedig. In der Bundesrepublik Deutschland konnte man ihn das erste Mal am 22. September 1964 im Programm des Ersten Deutschen Fernsehens sehen. Die Darsteller sind durchweg Laien aus Sardinien, wo die Geschichte angesiedelt ist.

## Inhalt
Der sardische Schafhirte Michele, der neben seiner Herde noch das mit einer Hypothek belastete Haus seiner Mutter besitzt, sehnt den Augenblick herbei, in dem er einmal frei von Schulden sein wird. Doch es kommt anders, als fünf Banditen mit gestohlenen Schweinen auftauchen. Der ehrliche Michele weigert sich, mit ihnen an einem Tisch zu essen. Die Carabinieri jedoch halten ihn für einen Komplizen, weil sie einmal die gestohlenen Schweine der geflüchteten Banditen bei ihm finden und weil zum anderen Michele sich über die Flucht der Banditen ausschweigt. Da diese auch noch einen Carabiniere erschossen haben, wird Michele nun als vermeintlicher Mörder gejagt. Einen Prozess möchte er nicht abwarten, weil er sich von seiner Herde nicht trennen kann und will. So muss er mit seinem Bruder und den Schafen ins raue, vegetationsarme Gebirge fliehen. Die Schafe überleben indes die Strapazen dieser Flucht nicht. Um seine Schulden decken zu können, wird Michele nun wirklich zum Banditen: Er überfällt einen anderen Schafhirten und beraubt ihn seiner Herde. Vielleicht muss nun auch jener Überfallene zum Dieb werden, wenn er seine Existenzgrundlage nicht aufgeben will.
Der Film ist inspiriert durch eine Studie des italienischen Ethnologen Franco Cagnetta. Dieser lebte von 1950 bis 1954 in Orgosolo, um dort Feldforschung zu betreiben. Auszüge seiner Arbeit wurden 1954 unter dem Titel Inchiesta su Orgosolo in der Zeitschrift Nuovi Argomenti veröffentlicht. Das bescherte dem Autor ein Gerichtsverfahren wegen „Verunglimpfung des Heeres und der Polizei und Verbreitung von Nachrichten, die die öffentliche Ordnung gefährden könnten“. Die vollständige Studie wurde in Italien erst 1975 veröffentlicht (Banditi a Orgosolo, Verlag Guaraldi). Zuvor erschien der Text lediglich in Übersetzungen, zuerst 1963 in Frankreich (Bandits d’Orgosolo, Verlag Buchet/Chastel), 1964 dann in Deutschland (Die Banditen von Orgosolo, Econ-Verlag, Übersetzung aus dem Französischen).

## Auszeichnungen
- 1962 den Nastro d’Argento für den besten Schwarzweißfilm
- 1963 den Étoile de Cristal für den besten ausländischen Film

## Kritik
Das Lexikon des Internationalen Films zog folgendes Fazit: „In dokumentarischem Stil zum einfühlsamen Bericht über Menschen und ihre Lebensbedingungen im Innern Sardiniens gestaltet.“ Der Evangelische Filmbeobachter urteilt: „Das großartige, den Spitzenleistungen des Neorealismus ebenbürtige Filmwerk macht durch seinen genauen Bericht über sardische Lebensverhältnisse den Zusammenhang von sozialer Ordnung und Schicksal deutlich, ohne je in einen billigen Fatalismus abzugleiten. Nachdrücklich zu empfehlen ab 16 Jahren.“

## Weblink
- Die Banditen von Orgosolo bei IMDb